# Чехословаччина на літніх Олімпійських іграх 1956
На Літніх Олімпійських іграх 1956 року в Мельбурні, (Австралія) Чехословаччина була представлена 63 спортсменами: 51 чоловік і 12 жінок, які брали участь в 54 змаганнях з 10 видів спорту. Збірна завоювала шість медалей, з них одна — золота, чотири — срібних та одна бронзова.
Єдину золоту нагороду завоювала легкоатлетка Ольга Фікотова, у якої на Олімпіаді розпочався роман, що завершився шлюбом, з американським олімпійським чемпіоном з метання молота Галом Конноллі.
Дві срібні нагороди завоював велосипедист Ладіслав Фучек.

## Медалісти
Золото
- Ольга Фікотова — Легка атлетика, Жінки, метання диска.

 Срібло
- Отакар Горинек — Стрільба, Чоловіки, Гвинтівка з трьох позицій, 50 м.
- Єва Босакова — Спортивна гімнастика, Жінки, колода.
- Ладіслав Фучек — Велоспорт, Трекові гонки.
- Ладіслав Фучек та Вацлав Махек — Велоспорт, Трекові гонки, тандем.

 Бронза
- Іржі Скобла — Легка атлетика, Чоловіки, штовхання ядра.

## Учасники

### Бокс
Спортсменів — 5
Чехословаччину представляли п'ять боксерів. Франтішек Майдлох та Йозеф Хованець вибули з боротьби в 1/8 фіналу, а Ян Захара, Юліус Торма та Йозеф Немець — у чвертьфіналі.
| Спортсмен         | Вага        | Перший раунд       | Другий раунд           | Чвертьфінал              | Півфінал           | Фінал              |                  |
| Спортсмен         | Вага        | Суперник Результат | Суперник Результат     | Суперник Результат       | Суперник Результат | Суперник Результат |                  |
| ----------------- | ----------- | ------------------ | ---------------------- | ------------------------ | ------------------ | ------------------ | ---------------- |
| Франтішек Майдлох | До 51 кг    | Н/Д                | Рей Перес Поразка      | Вибув зі змагань         | Вибув зі змагань   | Вибув зі змагань   | Вибув зі змагань |
| Ян Захара         | До 57 кг    | Н/Д                | Чон Дон Хан Перемога   | Пенті Хемелайнен Поразка | Вибув зі змагань   | Вибув зі змагань   | Вибув зі змагань |
| Йозеф Хованець    | До 60 кг    | Н/Д                | Тоні Бьорн Поразка     | Вибув зі змагань         | Вибув зі змагань   | Вибув зі змагань   | Вибув зі змагань |
| Юліус Торма       | До 75 кг    | Н/Д                | Говард Ріхтер Перемога | Рамон Тапія Поразка      | Вибув зі змагань   | Вибув зі змагань   |                  |
| Йозеф Немець      | Понад 81 кг | Н/Д                | Н/Д                    | Піт Радемахер Поразка    | Вибув зі змагань   | Вибув зі змагань   |                  |

### Легка атлетика
В змаганнях з легкої атлетики від Чехословаччини взяли участь 16 спортсменів (11 чоловіків і 5 жінок).
Ольга Фікотова стала чемпіонкою з метання диска. Іржі Скобла завоював бронзову медаль у штовханні ядра. Чотириразовий олімпійський чемпіон Еміль Затопек цього разу зайняв шосте місце в марафоні, а його дружина олімпійська чемпіонка Дана Затопкова — четверте у метанні списа. Мартін Рехак зайняв п'яте місце в потрійному стрибку.

### Спортивна гімнастика
Чоловіки — 6
Представники чоловічої збірної Чехословаччини зі спортивної гімнастики в командному заліку зайняли четверте місце, в індивідуальному заліку найвище місце зайняв Фердінанд Даніш — тринадцяте. В окремих вправах найвище місце — четверте у вправах на коні зайняв Йозеф Шквор.
Жінки — 6
Жіноча збірна Чехословаччини зі спортивної гімнастики зайняла п'яте місце. Єва Босакова завоювала срібну медаль у вправах на колоді і зайняла найвище серед партнерок по команді місце в індивідуальному заліку — сьоме.